# Volleybalvereniging Set-Up'65 2018-2019
Questa voce raccoglie le informazioni riguardanti il Volleybalvereniging Set-Up'65 nelle competizioni ufficiali della stagione 2018-2019.

## Organigramma societario
Area direttiva
- Presidente: Rene Bosch

Area organizzativa
- Team manager: Hans Giesselink

Area tecnica
- Allenatore: Lesley de Jonge
- Assistente allenatore: Tom Engbers, William Segerink, Damir Colo, Martine van Bemmel
- Scoutman: Martine van Bemmel

Area sanitaria
- Fisioterapista: Renee van Helden, Rik Lammerink

## Rosa
| N° | Nome                      | Ruolo | Data di nascita   | Nazionalità sportiva |
| -- | ------------------------- | ----- | ----------------- | -------------------- |
| 1  | Jorinda Kremer            | L     | 24 febbraio 1994  | Paesi Bassi          |
| 2  | Kirsten Oude Luttikhuis   | S     | 1992              | Paesi Bassi          |
| 3  | Jorieke Bodde             | O     | 5 maggio 1996     | Paesi Bassi          |
| 4  | Noa de Bruin              | S     | 2000              | Paesi Bassi          |
| 5  | Jopke Schutte             | S     | 1996              | Paesi Bassi          |
| 6  | Kiki von Piekartz         | P     | 19 settembre 1995 | Paesi Bassi          |
| 7  | Merle Baasdam             | S     | 12 novembre 1998  | Paesi Bassi          |
| 8  | Ilse Oude Luttikhuis      | S     | 1992              | Paesi Bassi          |
| 9  | Marianne het Lam-Scholten | C     | 19 settembre 1991 | Paesi Bassi          |
| 10 | Carmen Oude Luttikhuis    | O     | 1995              | Paesi Bassi          |
| 11 | Daphne Giesselink         | C     | 14 aprile 1992    | Paesi Bassi          |
| 12 | Martine Stevelink         | C     | 24 maggio 1993    | Paesi Bassi          |
| 13 | Daniëlle Nouwen           | L     | 1994              | Paesi Bassi          |
| 14 | Wies Bekhuis              | P     | 7 settembre 2001  | Paesi Bassi          |
| 15 | Evie van Kerkvoorde       | S     | 20 aprile 2001    | Paesi Bassi          |